# Iwan P. Williams
| (15788) 1993 SB1                                                                                                | 16. September 1993 |
| (15789) 1993 SC1                                                                                                | 17. September 1993 |
| (19255) 1994 VK81                                                                                               | 8. November 1994   |
| (19299) 1996 SZ42                                                                                               | 16. September 1996 |
| (114156) Eamonlittle3                                                                                           | 4. November 2002   |
| (143048) Margaretpenston3                                                                                       | 2. November 2002   |
| (179595) Belkovich3                                                                                             | 22. Juni 2002      |
| 1 mit Alan Fitzsimmons und Donal O’Ceallaigh 2 mit Alan Fitzsimmons und Michael J. Irwin 3 mit Alan Fitzsimmons |                    |

Iwan Prys Williams (* 18. Juli 1939) ist ein britischer Astronom und Asteroidenentdecker.
1963 erwarb er seinen Abschluss in Astronomie und Astrophysik an der Universität London.
Zwischen 1993 und 2002 entdeckte er, zusammen mit seinen Kollegen Alan Fitzsimmons, Michael J. Irwin und Donal O’Ceallaigh, auf der Kanareninsel La Palma insgesamt sieben Asteroiden.
Der Asteroid (3634) Iwan wurde nach ihm benannt.